# Nazionale femminile di pallacanestro della Cecoslovacchia
La nazionale di pallacanestro femminile della Cecoslovacchia ha rappresentato la Cecoslovacchia nelle competizioni internazionali femminili di pallacanestro organizzate dalla FIBA dal 1935 al 1993, anno della dissoluzione dello Stato, con conseguente scioglimento della squadra nazionale in quella della Rep. Ceca e della Slovacchia. Era gestita dalla defunta Federazione cestistica della Cecoslovacchia.

## Storia
Rispetto alla nazionale maschile, capace di vincere un Europeo, questa selezione, pur non avendo mai vinto alcuna delle manifestazioni internazionali alle quali ha partecipato, ha ottenuto comunque molte più medaglie, soprattutto alle Olimpiadi ed ai Mondiali, dove ha dovuto quasi sempre trovarsi di fronte alla fortissima Unione Sovietica.

## Piazzamenti
Olimpiadi
- 1976 - 4°
- 1988 - 8°
- 1992 - 6°

Mondiali
- 1957 -  3°
- 1959 -  3°
- 1964 -  2°
- 1967 -  3°
- 1971 -  2°
- 1975 -  3°
- 1986 - 4°
- 1990 - 4°

Europei
- 1950 -  3°
- 1952 -  2°
- 1954 -  2°
- 1956 -  3°
- 1958 -  3°
- 1960 -  3°
- 1962 -  2°
- 1964 -  3°
- 1966 -  2°
- 1968 - 9°
- 1970 - 5°
- 1972 -  3°
- 1974 -  2°
- 1976 -  2°
- 1978 -  3°
- 1980 - 4°
- 1981 -  3°
- 1983 - 6°
- 1985 - 4°
- 1987 - 4°
- 1989 -  2°
- 1991 - 5°

## Formazioni

### Olimpiadi
Pallacanestro ai Giochi della XXI Olimpiade - Torneo femminile4 Králíková, 5 Ptáčková, 6 Davidová, 7 Chmelíková, 8 Babková, 9 Kolínská, 10 Polláková, 11 Nechvátalová, 12 Vrbková, 13 Jirásková, 14 Jarošová, 15 Miklošovičová,        All. Jindřích Drásal
Pallacanestro ai Giochi della XXIV Olimpiade - Torneo femminile4 Kysilková, 5 Kašová, 6 Kalužáková, 7 Kotíková, 8 Hájková, 9 Kotočová, 10 Brziaková, 11 Zarevúcká, 12 Dobrovičová, 13 Adamcová, 14 Valová, 15 Berková,        All. Jan Karger
Pallacanestro ai Giochi della XXV Olimpiade - Torneo femminile4 Bieliková, 5 Liptáková, 6 Kotočová, 7 Němcová, 8 Chupíková, 9 Antalecová, 10 Hiráková, 11 Chamajová, 12 Dobrovičová, 13 Vodičková, 14 Rázgová, 15 Berková,        All. Miroslav Vondřička

### Mondiali
Campionato mondiale femminile di pallacanestro 19573 Blahoutová, 4 Dobiášová, 5 Mázlová, 6 Havlíková, 8 Trojková, 9 Hubálková, 10 Tyrolová, 11 Štěpánová, 12 Čechová, 13 Kopáčková, 14 Lundáková, 15 Moutelíková,        All. Lubomír Dobrý
Campionato mondiale femminile di pallacanestro 19593 Blahoutová, 4 Dobiášová, 5 Mázlová, 6 Koukalová, 7 Lundáková, 8 Trojková, 9 D. Hubálková, 11 Šourková, 12 Čechová, 13 Grubrová, 14 S. Hubálková, 15 Moutelíková,        All. Svatopluk Mrázek
Campionato mondiale femminile di pallacanestro 19644 Melicharová, 5 Richterová, 6 Soukupová, 7 Šourková, 8 Zvolenská, 9 Hubálková, 10 Blahoutová, 11 Jošková, 12 Mikulášková, 13 Grubrová, 14 Koťátková, 15 Jindrová,        All. Svatopluk Mrázek
Campionato mondiale femminile di pallacanestro 19674 E. Mikulášková, 5 Richterová, 6 Soukupová, 7 Melicharová, 8 Zvolenská, 9 Kuchařová, 10 Rumlerová, 11 Jošková, 12 O. Mikulášková, 13 Holková, 14 Koťátková, 15 Jindrová,        All. Miloslav Kříž
Campionato mondiale femminile di pallacanestro 19714 Grégrová, 5 Spejchalová, 6 Soukupová, 7 Jarošová, 8 Dekanová, 9 Zoubková, 10 Polláková, 11 Jošková, 12 Coufalová, 13 Jirásková, 14 Petrovičová, 15 Jindrová,        All. Ján Hluchý
Campionato mondiale femminile di pallacanestro 19754 E. Vrbková, 5 Ptáčková, 6 Davidová, 7 Chmelíková, 8 Babková, 9 Kolínská, 10 Polláková, 11 Nechvátalová, 12 V. Vrbková, 13 Jirásková, 14 Jarošová, 15 Jindrová,        All. Jindřích Drásal
Campionato mondiale femminile di pallacanestro 19864 Kysilková, 5 Kotočová, 6 Kalužáková, 7 Rajniaková, 8 Kejvalová, 9 Lednická, 10 Kotíková, 11 Zarevúcká, 12 Dobrovičová, 13 Prettlová, 14 Valová, 15 Látalová,        All. Jan Karger
Campionato mondiale femminile di pallacanestro 19904 Bieliková, 5 Vasilková, 6 Kalužáková, 7 Šimonová , 8 Adamcová, 9 Němcová, 10 Brziaková, 11 Hiráková, 12 Dobrovičová, 13 Chupíková, 14 Valová, 15 Kotočová,        All. Miroslav Vondřička

### Europei
Campionato europeo femminile di pallacanestro 19503 Scheinostová, 4 Frágnerová, 5 Tomášková, 6 Pátková, 7 Bartlová, 8 Mirovická, 9 Šolcová, 10 Hejná, 11 Kučerová, 12 Preussová, 13 Kopáčková, 14 Dobrá, 15 Holešovská, 16 Peyrková,        All. Lubomír Dobrý
Campionato europeo femminile di pallacanestro 19523 Blahoutová, 4 Frágnerová, 5 Kolářová, 7 Šandová, 8 Kopanicová, 9 Hubálková, 10 Holešovská, 11 Tomášková, 12 Kasová, 13 Kopáčková, 14 Vaigentová, 15 Dobrá, 16 Havlíková, 19 Neubauerová,        All. Lubomír Dobrý
Campionato europeo femminile di pallacanestro 19543 Blahoutová, 4 Dobiášová, 5 Mázlová, 6 Havlíková, 7 Bártová, 8 Koukalová, 9 D. Hubálková, 10 Grubrová, 11 Štěpánová, 12 Čechová, 13 Kopáčková, 14 S. Hubálková, 15 Moutelíková, 16 Fikotová,        All. Svatopluk Mrázek
Campionato europeo femminile di pallacanestro 19563 Blahoutová, 4 Dobiášová, 5 Mázlová, 6 Havlíková, 7 Tomášková, 8 Bártová, 9 D. Hubálková, 10 Grubrová, 11 Štěpánová, 12 Čechová, 13 Kopáčková, 14 S. Hubálková, 15 Moutelíková, 16 Meszarosová,        All. Lubomír Dobrý
Campionato europeo femminile di pallacanestro 19583 Blahoutová, 4 Dobiášová, 5 Mázlová, 6 Záchvějová, 7 Stehnová, 8 Trojková, 9 D. Hubálková, 10 Tyrolová, 11 Lundáková, 12 Čechová, 13 Grubrová, 14 S. Hubálková, 15 Moutelíková,        All. Svatopluk Mrázek
Campionato europeo femminile di pallacanestro 19603 Blahoutová, 4 Haluzická, 5 Mázlová, 6 Koukalová, 7 Šourková, 8 Trojková, 9 D. Hubálková, 10 Tyrolová, 11 Jošková, 12 Záchvějová, 13 Grubrová, 14 S. Hubálková,        All. Ján Hluchý
Campionato europeo femminile di pallacanestro 19624 Brožková, 5 Richterová, 6 Záchvějová, 7 Šourková, 8 Zvolenská, 9 Hubálková, 10 Blahoutová, 11 Jošková, 12 Mikulášková, 13 Grubrová, 14 Koťátková, 16 Haluzická,        All. Svatopluk Mrázek
Campionato europeo femminile di pallacanestro 19644 Spejchalová, 5 Richterová, 6 Soukupová, 7 Šourková, 8 Melicharová, 9 Krahulcová, 10 Blahoutová, 11 Jošková, 12 Mikulášková, 13 Holková, 14 Koťátková, 15 Jindrová,        All. Svatopluk Mrázek
Campionato europeo femminile di pallacanestro 19665 Richterová, 6 Soukupová, 7 Melicharová, 8 Zvolenská, 9 Kuchařová, 10 Rumlerová, 11 Jošková, 12 Mikulášková, 13 Holková, 14 Koťátková, 15 Jindrová, 16 Staršia,        All. Miloslav Kříž
Campionato europeo femminile di pallacanestro 19685 Richterová, 6 Soukupová, 7 Melicharová, 8 Zvolenská, 9 Kuchařová, 10 Rumlerová, 11 Jošková, 12 Mikulášková, 13 Spejchalová, 14 Koťátková, 15 Jindrová, 17 Jarošová,        All. Miloslav Kříž
Campionato europeo femminile di pallacanestro 19704 Dekanová, 5 Spejchalová, 6 Soukupová, 7 Melicharová, 8 Jirásková, 9 Mikulášková, 10 Rumlerová, 11 Jošková, 12 Coufalová, 13 Holková, 14 Petrovičová, 15 Jindrová,        All. Ján Hluchý
Campionato europeo femminile di pallacanestro 19724 Grégrová, 5 Spejchalová, 6 Babková, 7 Jarošová, 8 Ptáčková, 9 Miklošovičová, 10 Polláková, 11 Jošková, 12 T. Petrovičová, 13 Jirásková, 14 E. Petrovičová, 15 Jindrová,        All. Jindřích Drásal
Campionato europeo femminile di pallacanestro 19744 Reichová, 5 Miklošovičová, 6 Chmelíková, 7 Zoubková, 8 Babková, 9 Kolínská, 10 Polláková, 11 Nechvátalová, 12 Ptáčková, 13 Jirásková, 14 Jarošová, 15 Vrbková,        All. Jindřích Drásal
Campionato europeo femminile di pallacanestro 19764 Králíková, 5 Ptáčková, 6 Davidová, 7 Chmelíková, 8 Babková, 9 Kolínská, 10 Polláková, 11 Nechvátalová, 12 Vrbková, 13 Jirásková, 14 Jarošová, 15 Miklošovičová,        All. Jindřích Drásal
Campionato europeo femminile di pallacanestro 19784 Piršelová, 5 Bardoňová, 6 Menclová, 7 Nechvátalová, 8 Bartošová, 9 Ptáčková, 10 Kopecká, 11 Pošvářová, 12 Peklová, 13 Hojsáková, 14 Vrbková, 15 Třešňáková,        All. Vladimír Heger
Campionato europeo femminile di pallacanestro 19804 Kozmanová, 5 Miklošovičová, 6 Davidová, 7 Chmelíková, 8 Ptáčková, 9 Rajniaková, 10 Kopecká, 11 Helínská, 12 Peklová, 13 Zarevúcká, 14 Hojsáková, 15 Třešňáková,        All. Alois Brabec
Campionato europeo femminile di pallacanestro 19814 Kozmanová, 5 Zarevúcká, 6 Menclová, 7 Chmelíková, 8 Pauchová, 9 Davidová, 10 Kopecká, 11 Ptáčková, 12 Peklová, 13 Komeštíková, 14 Hlaváčová, 15 Třešňáková,        All. Alois Brabec
Campionato europeo femminile di pallacanestro 19834 Kozmanová, 5 Hartmanová, 6 Menclová, 7 Davidová, 8 Peklová, 9 Brziaková, 10 Hájková, 11 Zarevúcká, 12 Komeštíková, 13 Linhartová, 14 Hlaváčová, 15 Chlebowczyková,        All. Alois Brabec
Campionato europeo femminile di pallacanestro 19854 Kysilková, 5 Hájková, 6 Kalužáková, 7 Rajniaková, 8 Peklová, 9 Kotočová, 10 Brziaková, 11 Zarevúcká, 12 Chlebowczyková, 13 Lednická, 14 Prettlová, 15 Adamcová,        All. Jan Karger
Campionato europeo femminile di pallacanestro 19874 Kysilková, 5 Kotočová, 6 Kalužáková, 7 Kotíková, 8 Adamcová, 9 Kejvalová, 10 Brziaková, 11 Zarevúcká, 12 Dobrovičová, 13 Lednická, 14 Valová, 15 Chlebowczyková,        All. Jan Karger
Campionato europeo femminile di pallacanestro 19894 Kysilková, 5 Kotočová, 6 Kalužáková, 7 Bezděčíková, 8 Adamcová, 9 Vasilková, 10 Brziaková, 11 Zarevúcká, 12 Dobrovičová, 13 Berková, 14 Valová, 15 Kotíková,        All. Miroslav Vondřička
Campionato europeo femminile di pallacanestro 19914 Bieliková, 5 Brziaková, 6 Kalužáková, 7 Šimonová, 8 Adamcová, 9 Antalecová, 10 Kotíková, 11 Vasilková, 12 Dobrovičová, 13 Němcová, 14 Berková, 15 Valová,        All. Miroslav Vondřička

## Nazionali giovanili
- Selezioni giovanili della nazionale di pallacanestro femminile della Cecoslovacchia